# Siriki Sanogo
Pour les articles homonymes, voir Sanogo.
Siriki Sanogo, né le 13 décembre 2001 à Bingerville, est un footballeur ivoirien qui évolue au poste de milieu de terrain au Benevento Calcio.

## Biographie
Siriki Sanogo est né à Bingerville en Côte d'Ivoire,.

### Carrière
Initialement formé à l'USD San Nicola à Castello di Cisterna, Sanogo rejoint l'académie du Benevento Calcio le 10 février 2017. Il fait ses débuts pour le club de Bénévent lors d'une victoire 1-0 en Serie A contre le Genoa, le 12 mai 2018, alors que son équipe est déjà reléguée en Serie B. Il est alors devancé uniquement par Eddie Salcedo comme plus jeune débutant de la saison, se classant 14e des plus jeunes joueurs de l'histoire du championnat italien.
En 2019-20, il participe à la promotion des campaniens en Serie A.

## Palmarès
Benevento Calcio
- Serie B (1) :
  - Champion : 2019-20.